# Anthony Gibb
Anthony Gibb –conocido como Tony Gibb– (Londres, 12 de julio de 1976) es un deportista británico que compitió en ciclismo en la modalidad de pista. Ganó una medalla de plata en el Campeonato Mundial de Ciclismo en Pista de 2002, en la carrera de scratch.

## Medallero internacional
| Campeonato Mundial | Campeonato Mundial    | Campeonato Mundial | Campeonato Mundial |
| Año                | Lugar                 | Medalla            | Competición        |
| ------------------ | --------------------- | ------------------ | ------------------ |
| 2002               | Ballerup ( Dinamarca) | Medalla de plata   | Scratch            |